# Nervo troclear
O nervo troclear ou patético constitui, com o homólogo contralateral, o quarto (IV) par de nervos cranianos e um dos três pares de nervos oculomotores. Este nervo é responsável pela inervação de apenas um músculo: o oblíquo superior do olho. Tem origem aparente abaixo dos coliculos inferiores no mesencéfalo e sua emergência craniana é na fissura orbital superior.
Junto com os nervos oculomotor e abducente inerva músculos que movimentam o olho.